# بيناكل بلومز (منظمة)
منظمة بيناكل بلومز  هي منظمة لتنمية الطفل يقع مقرها في الهند وقد أسستها الدكتورة سريجا ساريبالي.

## مقدمة
قدّرت منظمة بيناكل بلومز أن أكثر من 80 طفلًا يعانون من حالات عصبية في جميع أنحاء العالم هم شبكة تضم أكثر من 7000 مركز في جميع أنحاء الهند والشرق الأوسط وأستراليا والولايات المتحدة الأمريكية.
شبكة بيناكل بلوومز هي وحدة Edu HealthCare الخاصة التابعة لشركة بهارات للرعاية الصحية من شركة ستارت أب انديا المرموقة في الهند منحت قسم Health Tech التابع لمجموعة مجموعة كوتي للمشاريع التكنولوجية المحدودة. تحصل المنظمة على دعم من مؤسسة سيفا - كوتي جروب [الإنجليزية] لتنفيذ الأنشطة من أجل رفاهية الناس والمجتمع .

## الحملات والمبادرات
يتم توفير العلاج لشبكة بيناكل بلومز لمساعدة الأطفال المصابين بالتوحد على عيش حياة طبيعية. تقدم شبكة المنظمة برنامج تدريب المعلمين الذي لا يرفع الوعي فحسب، بل يمنح المعلمين المؤهلين أيضًا شهادة التحقق الرقمي.

## الروابط الخارجية
- الموقع الرسمي بيناكل بلومز
- قناة Pinnacle Blooms الرسمية على YouTube
- بيناكل بلومز على ETV
- بيناكل بلومز ABN